# Dichotomius triquetrus
Dichotomius triquetrus är en skalbaggsart som beskrevs av Luederwaldt 1924. Dichotomius triquetrus ingår i släktet Dichotomius och familjen bladhorningar. Inga underarter finns listade i Catalogue of Life.